# La Confiserie
La Confiserie est un label indépendant canadien, anciennement basé à Montréal, au Québec, actif entre 2006 et 2009. Il est fondé par GSI Musique et Navet confit.

## Histoire
La Confiserie est fondée à l'été 2006 conjointement entre le label GSI Musique et le groupe local Navet confit,. À sa création, La Confiserie se donne pour mission de distribuer des auteurs-compositeurs-interprètes francophones et producteurs indépendants. Il est décrit par la presse comme « le nouveau label qui ne respecte pas toujours l'étiquette. » Carmelle Pilon, instigatrice de sa conception, et également directrice générale et artistique de GSI Musique, dirige le label et représente les artistes inscrits au courant des deux premières années d'existence. Les styles musicaux entourant le label incluent principalement le folk, le pop rock et le rock alternatif, le tout réalisé dans une démarche indie. Les artistes sont expérimentés en auto-production et dans le domaine du do it yourself.
La Confiserie ne donne plus signe d'activité depuis 2009, la dernière sortie du label en date étant Papier-vampire de Navet confit.

## Groupes et artistes
- Navet confit[3]
- Émilie Proulx
- Carl-Éric Hudon
- Polipe